# 蕭月里朵
簡獻皇后蕭氏（？—？），名月里朵。遼玄祖耶律勻德實妻。
蕭氏事跡不詳，只知她生四子：兒子耶律麻魯、蜀國王耶律巖木、隋國王耶律釋魯及遼德祖耶律撒剌的。重熙二十一年（1052年），遼興宗追上諡號為簡獻皇后。

## 延伸阅读
[在维基数据编辑]
 《辽史卷七十一》，出自脱脱《遼史》